# New スーパーマリオブラザーズ Wii
『New スーパーマリオブラザーズ Wii』（ニュー・スーパーマリオブラザーズ・ウィー、New 英: New Super Mario Bros. Wii）は、任天堂が開発し、2009年12月3日に発売したWii用横スクロールアクションゲーム。キャッチコピーは『ひとりでも、みんなでも』。アメリカでは同年11月15日、ヨーロッパでは同年11月21日に発売。
2016年にWii Uのニンテンドーeショップでのダウンロード配信も開始された。

## 概要
横スクロール型2Dアクションマリオシリーズ（マリオシリーズ）内の1作である。E3 2009にて発表された。『NSMBW』と略称される事がある。
2006年にニンテンドーDS用ソフトとして発売された「New スーパーマリオブラザーズ」（以下「前作」）の続編であり、3Dポリゴンキャラクターの2Dアクション、スターコインの登場、ファイアで敵を倒すとコインが出るなど、共通点も多い。また、ファミリーコンピュータやスーパーファミコン時代のスーパーマリオシリーズを意識した要素もさらに増加している。
なお、任天堂据え置き機ハードでの2Dのスーパーマリオシリーズの新作ソフトとしては、『スーパーマリオワールド』から約19年振りである（『スーパーマリオコレクション』などのリメイク作品や、『スーパーペーパーマリオ』などの2D要素の含まれる、その他ジャンルの作品は除く）。
プレイスタイルは、Wiiリモコン横持ちのほか、ヌンチャクスタイルにも対応。その他の周辺機器には非対応。
Wiiでは4:3（ノーマル）と16:9（ワイド）の2種類の画面アスペクト比の出力に対応しているが、本作では4:3と16:9とで画面の表示内容を同じにするため、メニュー画面など一部の場面以外は全て16:9の比率で製作されているので、Wiiの本体設定で16:9に設定してワイドテレビで表示した場合はフル画面で表示されるが、4:3に設定している場合は上下に黒い帯（レターボックス）が追加されて表示される。
残機数は2桁で表示し、1桁の場合は十の位に0を表示する。また同時マルチプレイの実装に伴い、残り数が0になったプレイヤーは一旦リタイア、仲間がコインを100枚集めることで復活でき、全員がリタイアになるとゲームオーバーとなるシステムとなっており、ゲームオーバーは自動コンティニューとなる。
日本国内でのテレビコマーシャルは、発売時から2010年3月初旬までは松嶋尚美・生瀬勝久・二宮和也・大橋のぞみが出演し、2010年3月以降は大野智と二宮が出演し、いずれも実際にプレイしている模様が映し出されている。
北米限定で2011年10月23日に発売された黒の新しい同梱内容のWiiにはこのソフトが同梱される。
Wiiの次世代機・Wii U用ゲームタイトルとして、プレイヤーにMiiを使用出来るようにした後継作『New スーパーマリオブラザーズ U』（E3 2011での初出時は『New スーパーマリオブラザーズ Mii』）が発売されている。
後に、カプコンよりアーケード用メダルゲーム『New スーパーマリオブラザーズ Wii コインワールド』が発売された（後述）。
2016年8月9日より、Wii Uのニンテンドーeショップでダウンロード版の販売が開始された（Wii UのWii互換機能を応用したもの）。

## システム
今作では4人同時プレイが可能で、マリオ、ルイージ、キノピオ（黄色と青の2人）を操作する。スーパーマリオシリーズで同時マルチプレイは以前から開発者の念願であり、初めて実現する事になった。2〜4人プレイ時には、お互いに協力や妨害をしたりする事が出来る。1つの画面でスコアとコインとタイムを共有する。また、1人目がドアまたは土管へ入ると、一定時間後に全員が揃って次のマップに移動する。ゲームオーバーになると、コンティニューカウントが付くようになった。
今作では高く飛び上がる事の出来るプロペラマリオになれる「プロペラキノコ」が追加されている。それ以外にも、敵を凍らせるアイスボールを投げるアイスマリオになれる「アイスフラワー」のほか、ペンギンマリオになれる「ペンギンスーツ」など、さまざまな能力を持つアイテムが登場する。また、過去シリーズからスーパー・ファイア・マメも登場する。これらの変身アイテム全てはキノピオも利用可能であり、キノピオが変身アイテムを利用すると、頭の色が変わるといった変化がある。なお、前作にあった「巨大キノコ」と「青コウラ」は無くなっている。
1人プレイ時にはステージを進めるにつれて、クリア済みのエリアに隠れていたり、マップ上の敵と遭遇したりしてキノピオを助ける事もある。救出すると、1UP〜3UPする事が出来る。
Wiiならではの操作として、プロペラマリオまたはプロペラがついているブロック（リモコンを振り上げる）や、シーソーになっている足場を動かすなど、Wiiリモコンの傾きを感知する機能を利用した仕掛けがいくつか使用されている。このため、クラシックコントローラやゲームキューブ用コントローラには対応しておらず、リモコン単体か、ヌンチャクと接続して操作する。
また、スピンジャンプ、ヨッシーに乗る（『スーパーマリオワールド』）、仲間キャラを持ち上げる（『スーパーマリオアドバンス』シリーズの『マリオブラザーズ』）など、過去の作品と共通するアクションも追加されている。
なお、オンラインでのマルチプレイには対応していない。
本作では看板でスターコインを使用してのセーブ機能はなくなったが、エンディングを迎える前では、従来からの砦や城、飛行船などのボスステージをクリアする事でセーブ可能。一方で、新たにいつでもメニュー画面からゲームを一時中断できる中断セーブ機能が追加された。この中断セーブは、その時点の状態を一時的に保存した状態でゲームを終了し、次回プレイ時に中断したところから一度だけ再開できる機能で、再開後は最後に通常セーブした時点までの内容が保存されている状態になる。なお、ワールド8のクッパ城を攻略し、一度エンディングを迎えると、メニュー画面からいつでも通常のセーブが出来るようになる。

### おてほんプレイ
シングルモードの1つのコース内で8回失敗すると、ステージ上に「おてほんブロック」が出現する。叩くと、コンピューター操作のルイージが「おてほんプレイ」（英語名：Super Guide）として、コース攻略のヒントを見せてくれる。ただし、クリア扱いにはならず（次のステージには進める）、スターコインを無視する事もある。なお、おてほん実行中でも、ボタンを押せばいつでも手動操作に切り替える事が出来る（その場合も操作キャラはルイージのまま）。
おてほんブロックは、初心者やライトユーザーに配慮した機能であるが、それを出現させない（出現させるだけミスしない）ようにしてエンディングまでたどり着くと、“おてほんブロックを出していない勲章”が得られるというやり込み要素が入れられている。初公開は、発売前に任天堂公式サイトで掲載された『社長が訊く』における宮本茂の発言、仕様の公開情報が少なかった時期には「ゲームの面白さを損ねる」という意見もあった。また、スターコインを集めると、マリオクラブ株式会社のスタッフによるスーパープレイや、隠しゴールへの行き方、まだ入手していないスターコインの取り方が閲覧出来る「おたからムービー」が出現するようになる。

### ゲームモード

#### メインゲーム
本作のメインとなるモード。クッパJr.とクッパ7人衆によってさらわれたピーチ姫を追って、各ワールドのステージをクリアしながら、最終的にピーチ姫を救う事が目的。従来のマリオ1人で冒険するシングルプレイに加え、新たに最大4人まで協力や妨害などが出来るマルチプレイが可能。

#### コインバトル
2〜4人まで遊べる対戦モード。コース内に散らばっているコインをひたすら集めながら相手を妨害して、ゴールした時点で最も多くコインを集めたプレイヤーが勝ちとなる。コインは通常のコインに加えて、スターコインをとれば大量のコインを獲得出来る。ゴール時のポールがほかのプレイヤーより高いほどもらえるコインが多くなるが、ポールに捕まる時間は決まっているので、時間が過ぎた場合や、捕まっていないプレイヤーが全員ミスした場合はボーナスがもらえないので注意。自滅をしたり相手に妨害をしてミスしてしまうとコインが少し減ってしまい、残り人数が0になると失格となる。なお、全員ミスした状態で復帰出来なくなった場合は対戦は終了となって、その時点まで集めたコインで勝敗が決まる。選べるコースはメインゲームの全てのコースに加えて、対戦モードのみの専用コースが5つ遊べる。ただし、メインゲームのコースは各ワールドをクリアしないと追加されない。
このコインバトルを使い、日本一を決める大会「New スーパーマリオブラザーズWii コインバトル日本一決定戦」が行われた。

#### フリーモード
2〜4人まで遊べるメインゲームでプレイしたコースを自由にプレイ出来るモード。最初に選べるコースはおすすめに表示されているコースのみであるが、各ワールドをクリアするとそのワールドのコースをプレイ出来る。自由にコースを選んでプレイして、ローカルルールでの対戦やマルチプレイ専用アクションの練習などの遊びが出来る。

## ストーリー
今日はピーチ姫の誕生日。マリオとルイージがキノピオたちとピーチ姫を祝福をするところに、巨大なケーキが届く。そのケーキに隠れていたクッパJr.とクッパ7人衆がピーチ姫をさらって飛行船で逃げてしまう。マリオとルイージは、きいろキノピオとあおキノピオ・ヨッシーと共に飛行船を追って旅に出て、お城のキノピオ達はアイテムでマリオ達の旅の援護をして、ピーチ姫を救出する。

## キャラクター

### 味方キャラクター

#### プレイヤーキャラクター
1人プレイではマリオのみ（おてほんプレイの途中で操作に切り替えた場合はルイージも操作可能）で、マルチプレイでは1Pが自動的にマリオとなって、2～4Pはマリオ以外のキャラクターを選んでプレイする。なお、能力は4人共通である。
マリオ
声 - チャールズ・マーティネー
主人公。今回も様々なアクションで冒険する。今作ではボイスが刷新され、発声する場面も増えた。残り数が99になると、帽子を外してしまう（プロペラ・ペンギン状態はそのまま）。ミスをすると帽子をかぶる状態に戻る。
ルイージ
声 - チャールズ・マーティネー
マリオの弟。マリオとさまざまなコースを冒険する。おてほんプレイでは彼が案内役を務める。マリオ同様、今作ではボイスが刷新された。
きいろキノピオ・あおキノピオ
声 - サマンサ・ケリー
多数のキノピオから選ばれた精鋭部隊。2Dのスーパーマリオシリーズで、キノピオが操作キャラになるのは、『スーパーマリオUSA』以来（後のリメイク・移植を除き）2度目。また、キノピオの変身はシリーズ初。
ヨッシー
声 - サウンド音声
マリオなどのキャラクターが乗る事が出来る。体の色は登場順に緑・黄色・水色・ピンク（操作などはすべて同じ）。マルチプレイの場合は、その人数分のヨッシーが出てくる(1人プレイでも、緑ヨッシーを逃してしまった場合は緑色以外のヨッシーも使える)。ヨッシーの数がプレイ人数を超える際は、卵からスーパーキノコが出てくるようになる。
仕様は『スーパーマリオワールド』に準じており、クリボーなどの敵を食べる事が出来る。ノコノコなどのマリオたちでは踏んだだけでは倒せない敵も、踏みつけるだけで倒す事が出来る。
ヨッシーシリーズとは違い、上方向や下方向に向けて舌は伸ばせない。ヨッシーフルーツを5つ食べる毎に卵を産み中からはパワーアップアイテムが出現する。また、ハンマーブロスのハンマーを吐き返したり、火を吐くパックンフラワーで火を噴いたりなど、口に含んだものによってアクションが違ってくる（今回はパワーアップするアイテムをくわえても口に含むだけで、乗っているキャラクターは直接パワーアップしない）。さらに、ヨッシーでほかのプレイヤーキャラを口内に含む、ふんばりジャンプで滞空時間を長くするなどのアクションも可能になっている。ただし『スーパーマリオギャラクシー2』のように、連続でふんばりジャンプを使用する事は出来ない。
ヨッシーから降りたい時はwiiリモコンを上下に振れば良いが、スーパーマリオワールド同様、ジャンプ中にヨッシーから降りる事で2段ジャンプや、穴に落ちそうになった場合のミス回避も可能。
なお、『スーパーマリオワールド』とは異なり、ヨッシーに乗る事が出来るのは出てきたコースのみで、ゴールすると自動で降りてしまう。

#### ノンプレイヤーキャラクター
ピーチ姫
声 - サマンサ・ケリー
キノコ王国の姫。誕生日を祝っていた最中にクッパ軍団にさらわれてしまう。
キノピオ
プレイヤーキャラクターとは違う赤い頭をしているキノピオ。主にキノピオの家やピーチ城でアイテムやムービーを提供することでマリオ達に協力する。またマップ上で敵とぶつかった時に宝箱に閉じ込められている者もおり、助け出すとスーパーキノコを3つプレゼントする。
1人プレイ時のみではあるが、ランダムにコース内のブロックに閉じ込められている事がある。ブロックから出すと、多少左右に動くが自動でゴールまで向かう訳ではないので持って移動する形になる。ゴールまで運ぶと変身形態に応じてマリオの残機を1〜3UPしてくれる。

### 敵キャラクター
クッパ
声 - ケニー・ジェームズ
ワールド8のクッパ城のボスで、今作のラスボス。今作は巨大キノコが存在しないために、従来の方法である奥のスイッチを踏むか、ファイアボールで倒さなければならない。また、一度倒してもカメックの魔法により巨大化し、地形を破壊するなど暴走してしまう。このときは無敵化しており、倒すには彼の炎を利用して壁を壊し、最深部にいる本物のピーチ姫のところまで行き、スイッチを踏まなくてはならない。
クッパJr.
声 - ケーティー・サゴイアン
クッパの息子で、ピーチをさらった張本人。ワールド4・6・8に登場する飛行船のボスであり、「クッパクラウン」を小型化した「クッパJr.クラウン」に乗って立ちはだかるが、ワールド8の飛行船ではかつて父クッパが使用していたクッパクラウンに乗り込み、マリオたちを妨害してくる。
クッパの手下（クッパ7人衆）
声 - レニ・ミネルラ（ラリー、レミー、ウェンディ、モートン）、ダン・ファルコーネ（ロイ）、マイク・ヴォーン（イギー、ルドウィッグ）
クッパの7人の部下。新作タイトルでは2003年の『マリオ&ルイージRPG』以来、約6年ぶりの登場。以前のシリーズ作品ではクッパの子供という設定だったが、本作の公式サイトや説明書では「クッパの手下」とのみ呼称されている。キャラクターデザインや配色もリニューアルされており（特にイギーは髪型・髪色が大幅に変更）、以降のシリーズで登場した際も本作での新たなデザインや設定が基準となっている。なお、クッパJr.との共演は本作が初であり、クッパ同様主従関係である。今回戦う順番は、ラリー、ロイ、レミー、ウェンディ、イギー、モートン、ルドウィッグ。なお、『スーパーマリオブラザーズ3』で王様達から奪っていたものとよく似た魔法の杖（同一のものかは不明）を、今作では自分達の武器として使用している。
カメック
今回は単身で出現して、城のステージでは『スーパーマリオ ヨッシーアイランド』のように魔法でクッパ7人衆達を援護する。ワールド8では砦のボスとしてマリオ達と戦う。また、クッパ城にてクッパを一度撃破した後にも登場し、魔法でクッパを復活、巨大化させる。しかし、その際に巨大化したクッパに弾き飛ばされてしまう。

## 評価
国内最大級のゲーム雑誌『ファミ通』のクロスレビュー（編集者レビュー）において、クロスレビュー史上13作目の40点満点を獲得した。その後の同誌のアンケートにおける読者評価においても、平均点が10点満点中の9.03点という高評価を獲得している。
「日本ゲーム大賞2010」の年間作品部門においては、「ゲーム初心者と上級者が、さらには、世代を超えてみんなで一緒に最後まで楽しめるという、ゲームの本質を見事に体現した」として最優秀賞である「大賞」を受賞した。2010年8月時点のWiiチャンネル『みんなのニンテンドーチャンネル』における「みんなのおすすめ（利用者アンケート）」での評価は、全年齢性別平均でゴールドランク（おすすめ度95〜90%）で年齢・性別別でも評価もほとんどがゴールドだという、年齢や性別を問わず幅広い層から高いおすすめ度を得た。また、一時期は12歳以下男女などでさらに上のプラチナランク（おすすめ度100〜95%）も得ていた。
その他のレビューや、海外においても総じて高評価を得ている。ただし、一部海外レビューなどにおいては作品の新規性に欠くといった減点要素もみられている。

### 売上
エンターブレインの調査では、発売初週の4日間（12月3日 - 6日）で約93.7万本の売上を記録。これは2008年の『大乱闘スマッシュブラザーズX』の約81.6万本を上回る日本のWii用ゲームソフトの初動売上歴代最高記録である。その後は発売1ヶ月後の2010年1月上旬には売上が300万本を突破し、『Wii Fit』の約1年よりも大幅に早いトリプルミリオンとなった。日本での発売からほぼ1年後となる2010年11月末には、同社の調査で400万本を突破した事が確認された。日本ゲーム史上における据置型ゲーム機での400万本突破は2000年の『ドラゴンクエストVII エデンの戦士たち』以来となり、『マリオシリーズ』においても初代『スーパーマリオブラザーズ』以来の事例となる。最終的に日本国内で最も売れたWiiソフトとなった。
世界でも大きな売上を記録しており、北米では『スーパーマリオギャラクシー』の2年間かけた売上である410万本をわずか1ヵ月半で突破している。

## コインバトル日本一決定戦
2010年2月から3月にかけて、本ソフトを用いた一般向けの大会「コインバトル日本一決定戦」が行われた。Wii用ソフトとして初の公式大会である。2010年1月7日、岩田聡社長が初めて共同通信との単独インタビューで明らかにし、翌8日には大会名及び概説が発表され、告知サイトもオープンした（現在は公開終了）。
大会は「個人バトル（小学生以下の部・一般の部）」と「タッグバトル」の2カテゴリー3部門で行われた。いずれも「コインバトル」モードを使用し、個人バトルでは最もコインを多く集めた1名（場合によっては上位2名）が、タッグバトルでは最もコインを多く集めたプレイヤーの属するペアが勝ち抜けるトーナメント方式で優勝者（または優勝ペア）を決定した。地区大会は開催日程順に大阪・札幌・福岡・広島・名古屋・仙台・東京で行われ、決勝は3月27日に東京のベルサール汐留で関東地区大会直後に行われた。また、この大会の様子はWiiチャンネル『みんなのニンテンドーチャンネル』において2700と川島陽子による司会で動画配信された。

## New スーパーマリオブラザーズ Wii コインワールド
『New スーパーマリオブラザーズ Wii コインワールド』は、2011年4月にカプコンより発売された大型メダルゲームである。カプコンのマリオシリーズのメダルゲームとしては『マリオパーティ ふしぎのコロコロキャッチャー』に続き5作目となる。